# Rosse gors
De rosse gors (Emberiza rutila) is een zangvogel uit de familie van gorzen (Emberizidae).

## Verspreiding en leefgebied
Deze soort komt voor van Siberië tot Noord-Mongolië en noordoostelijk China, tot India en Zuidoost-Azië.